# 立石聡明
立石聡明（たていし　としあき1965年-）は実業家であり，京都情報大学院大学教授である。

## 経歴
- 早稲田大学商学士[1]
- 有限会社マンダラネット代表取締役[3]
- 一般社団法人日本インターネットプロバイダー協会副会長兼専務理事[3]
- 一般社団法人インターネットコンテンツセーフティ協会理事[4]
- 株式会社東阿波ケーブルテレビ取締役
- 株式会社オキット代表取締役[5]
- 株式会社TARGET DX代表取締役会長・社長[6]
- 一般社団法人日本IT団体連盟理事[7]
- 一般財団法人情報通信振興会評議員[8]

## 著書
- 監修:村上仁士,中野晋,三田誠二,立石聡明「防災ハンドブック:あなたの家族とまちを災害から守るために2019年度版」エフエム徳島編,エフエム徳島,2019　ASIN:B08HCL9JPC

## 論文・記事
- 立石聡明「基調講演 防弾ホスティング・CDN・ブロッキング 仕組みと諸課題について（特集 海賊版サイト対策とブロッキング）--（第43回法とコンピュータ学会研究会報告）」法とコンピュータ学会,Law and computers(37),27-40,2019-7　NAID40021991326　ISSN0289-0356
- 「『高信頼』のコストが外から見えない『.jp』ドメイン,透明性確保が焦点に」日経BP社,日経ニューメディア（1398）,10-11,2013-12-16　NAID40019909581　ISSN0288-5026

## 研究
- プロジェクトメンバー：「地域コンテンツの流通を促進するための情報インフラとビジネスモデルの研究開発」,総務省2008~2009年度[9]